# Pseudaonidia gigantea
Pseudaonidia gigantea är en insektsart som beskrevs av Alfred Serge Balachowsky 1953. Pseudaonidia gigantea ingår i släktet Pseudaonidia och familjen pansarsköldlöss.
Artens utbredningsområde är Guinea. Inga underarter finns listade i Catalogue of Life.